# Кобылин, Александр Александрович (1842)
Александр Александрович Кобылин (1842—1909) — российский юрист, прокурор. Тайный советник.

## Биография
Происходил из семьи потомственных дворян. Родился 11 (23) июля 1842 года в Санкт-Петербурге.
Окончил юридический факультет Императорского Харьковского университета со званием кандидат прав (1865) и был зачислен кандидатом на должность судебного следователя при Минской палате уголовного суда. С 20 марта 1866 года был определён на должность судебного следователя 1-го участка Борисовского уезда Минской губернии. В том же году, 8 июня переведён на должность судебного следователя Минской уголовной палаты, а уже 25 ноября был назначен товарищем прокурора Кашинского окружного суда.
С 1871 года — товарищ председателя Костромского окружного суда; с 1 сентября 1880 года — товарищ прокурора Одесской судебной палаты. В 1879 году награждён орденом Св. Анны 2-й степени.
С 1 января 1884 года был назначен председателем Вологодского окружного суда. Был награждён орденами Св. Владимира 3-й степени (1892) и Св. Станислава 1-й степени (1895).
С 20 мая 1896 года по 21 декабря 1898 года был прокурором Иркутской судебной палаты, затем, до 14 марта 1901 года — прокурором Саратовской судебной палаты. С 14 марта 1901 года исполнял должность Старшего председателя Омской судебной палаты и был уволен 21 июня 1908 года по собственному прошению в отставку с правом ношения мундира в чине тайного советника, который получил в 1904 году.
Был членом Консультации при министре юстиции. Умер в Санкт-Петербурге 22 апреля (5 мая) 1909 года. Похоронен на Волковском православном кладбище с отцом, Александром Михайловичем (24.07.1806—06.06.1880) и мужем сестры Анны, адвокатом Петром Петровичем Москальским (02.12.1834—30.08.1902) — оба, тайные советники.

## Семья
Был женат с 24 мая 1874 года на дочери статского советника Анастасии Гавриловне Сущинской (17.12.1853, Москва — 21.05 (3.06).1918, Петроград). Их дети:
- Александр (19.02.1875 — ?)
- Анна (04.04.1876 — 1907)
- Антонина (23.06.1878 — ?)
- Лидия (29.06.1881 — ?)
- Наталья (28.07.1889 — ?)
- Елизавета (19.08.1893 — ?)
- Татьяна (25.06.1895 — ?)